# Axel Feige (Musiker)
Axel Maximilian Feige (* 20. April 1988 in Hamburg) ist ein deutscher Musiker, Songwriter und Sänger.

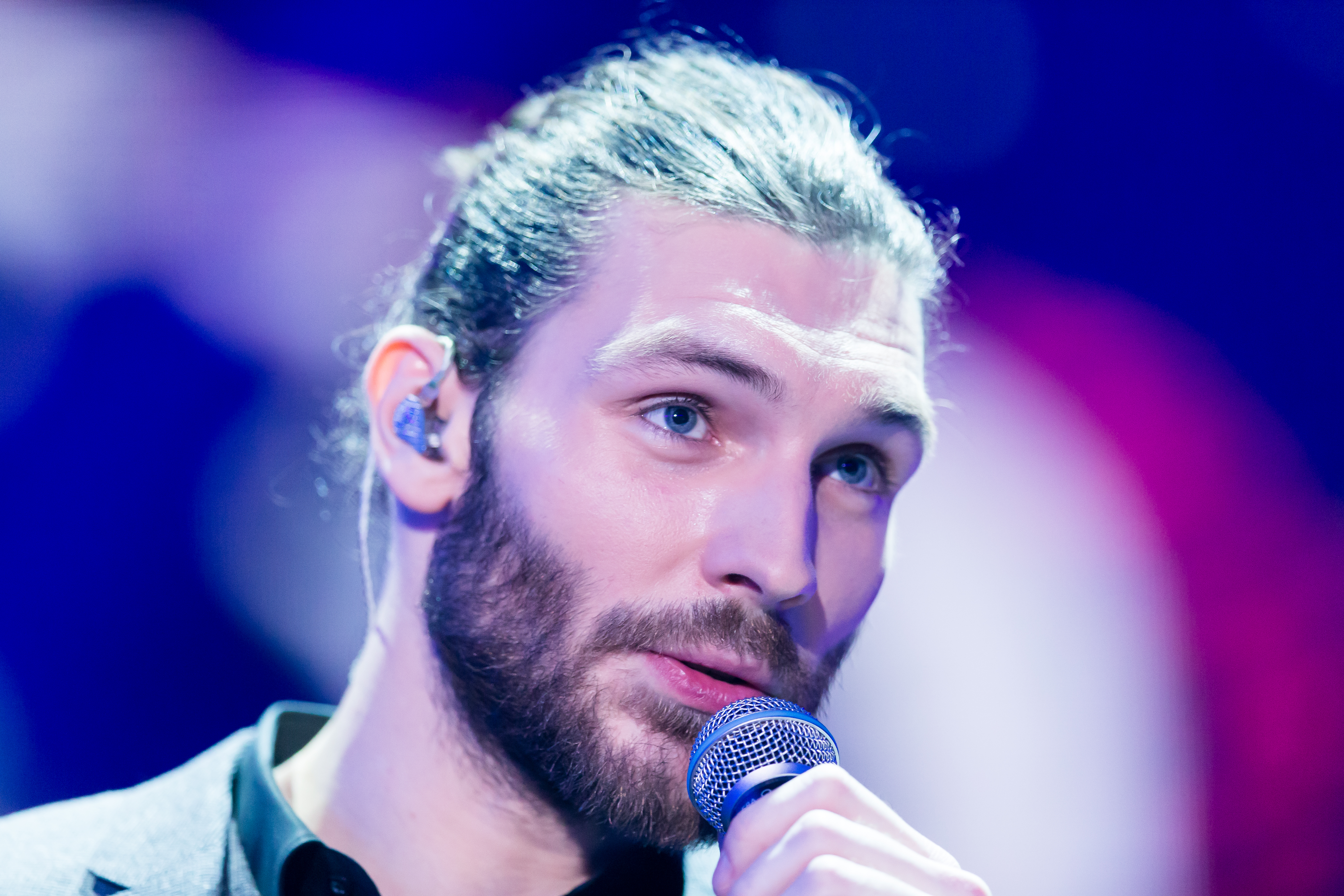
Axel Feige live bei Unser Song 2017

Im Alter von sechs Jahren fing er mit dem Klavierspielen an. An einem Gymnasium mit musikalischem Profil erlernte er u. a. Fagott zu spielen. Außerdem entdeckte er dort seine Vorliebe für Gesang und Schauspiel. Mit 15 Jahren lernte Feige E-Bass zu spielen und gründete zusammen mit Freunden seine erste progressive Rock Band. Später war er Mitglied in Covergruppen und rief weitere Bands der Genres des Blues und des alternativen Rocks ins Leben. Auch als Studio-, Live-, Hochzeits- und Straßenmusiker war er tätig. Heute spielt Feige in den Bands Absolem Max und Diazpora.

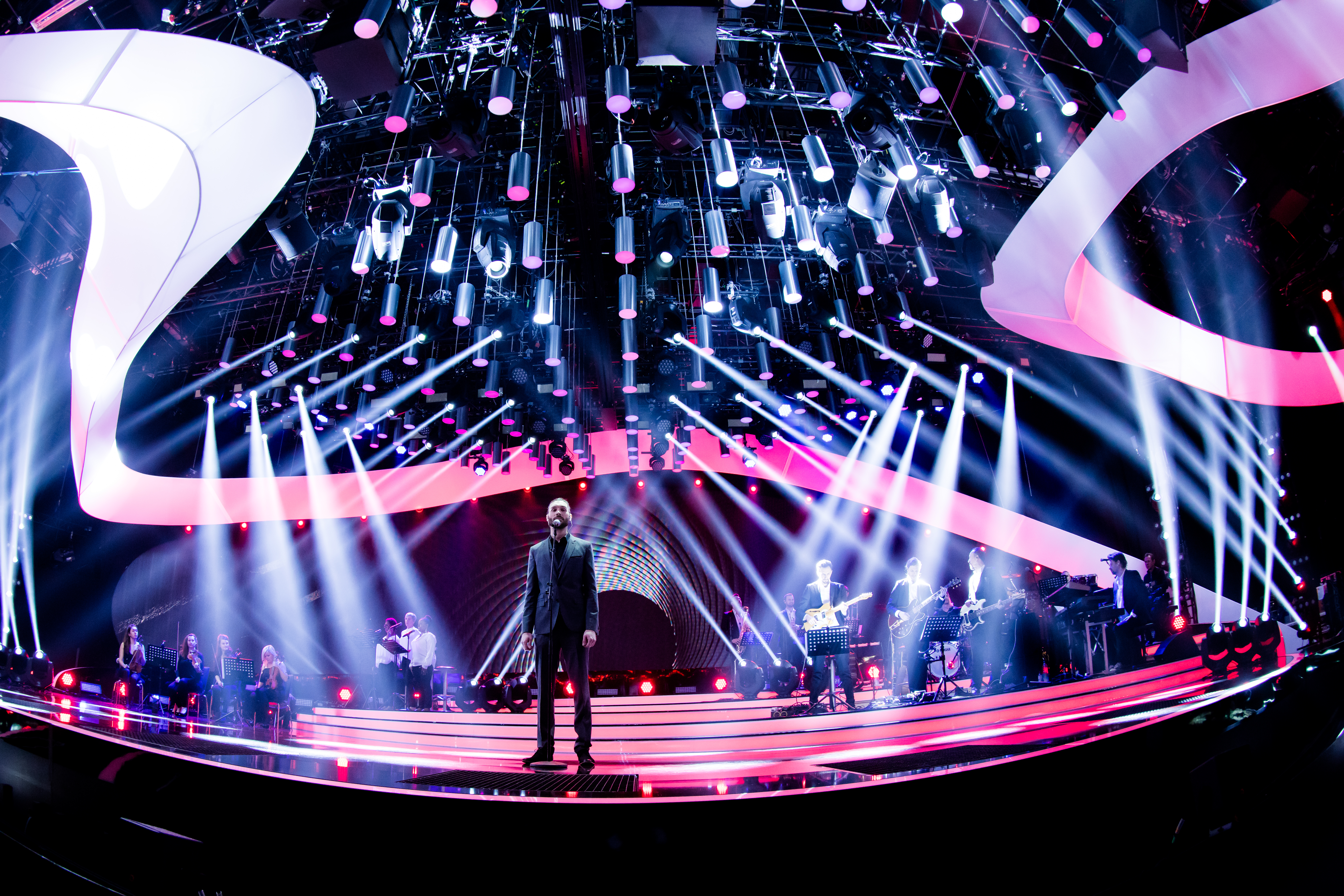
Axel Feige live bei Unser Song 2017

Beim deutschen ESC-Vorentscheid Unser Song 2017 am 9. Februar 2017 kam er bis in das Finale und belegte, hinter der Gewinnerin Levina, den zweiten Platz.